# تولا (روسيا)

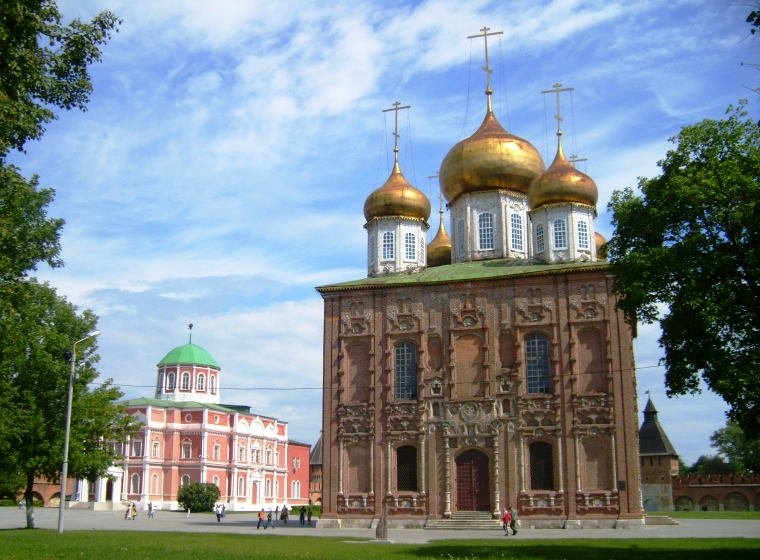

تولا (بالروسية: Тула) هي إحدى مدن روسيا في الكيان الفدرالي الروسي تولا أوبلاست.

## المناخ
يظهر الجدول التالي التغييرات المناخية على مدار السنة لتولا:
| البيانات المناخية لـتولا                | البيانات المناخية لـتولا | البيانات المناخية لـتولا | البيانات المناخية لـتولا | البيانات المناخية لـتولا | البيانات المناخية لـتولا | البيانات المناخية لـتولا | البيانات المناخية لـتولا | البيانات المناخية لـتولا | البيانات المناخية لـتولا | البيانات المناخية لـتولا | البيانات المناخية لـتولا | البيانات المناخية لـتولا | البيانات المناخية لـتولا |
| الشهر                                   | يناير                    | فبراير                   | مارس                     | أبريل                    | مايو                     | يونيو                    | يوليو                    | أغسطس                    | سبتمبر                   | أكتوبر                   | نوفمبر                   | ديسمبر                   | المعدل السنوي            |
| --------------------------------------- | ------------------------ | ------------------------ | ------------------------ | ------------------------ | ------------------------ | ------------------------ | ------------------------ | ------------------------ | ------------------------ | ------------------------ | ------------------------ | ------------------------ | ------------------------ |
| الدرجة القصوى °م (°ف)                   | 7.0 (44.6)               | 7.1 (44.8)               | 19.0 (66.2)              | 29.0 (84.2)              | 33.2 (91.8)              | 35.0 (95.0)              | 39.0 (102.2)             | 39.2 (102.6)             | 30.0 (86.0)              | 23.6 (74.5)              | 16.9 (62.4)              | 9.3 (48.7)               | 39.2 (102.6)             |
| متوسط درجة الحرارة الكبرى °م (°ف)       | −4.0 (24.8)              | −3.8 (25.2)              | 2.3 (36.1)               | 11.9 (53.4)              | 19.1 (66.4)              | 22.6 (72.7)              | 25.1 (77.2)              | 23.2 (73.8)              | 17.0 (62.6)              | 9.4 (48.9)               | 1.3 (34.3)               | −3.3 (26.1)              | 10.1 (50.2)              |
| المتوسط اليومي °م (°ف)                  | −6.8 (19.8)              | −7.3 (18.9)              | −1.7 (28.9)              | 6.8 (44.2)               | 13.3 (55.9)              | 17.1 (62.8)              | 19.4 (66.9)              | 17.4 (63.3)              | 11.7 (53.1)              | 5.6 (42.1)               | −1.1 (30.0)              | −5.8 (21.6)              | 5.7 (42.3)               |
| متوسط درجة الحرارة الصغرى °م (°ف)       | −9.7 (14.5)              | −10.9 (12.4)             | −5.5 (22.1)              | 1.8 (35.2)               | 7.4 (45.3)               | 11.4 (52.5)              | 13.9 (57.0)              | 12.1 (53.8)              | 7.1 (44.8)               | 2.3 (36.1)               | −3.4 (25.9)              | −8.4 (16.9)              | 1.5 (34.7)               |
| أدنى درجة حرارة °م (°ف)                 | −34.3 (−29.7)            | −36.1 (−33.0)            | −32.2 (−26.0)            | −15.0 (5.0)              | −4.3 (24.3)              | 1.9 (35.4)               | 4.6 (40.3)               | −1.1 (30.0)              | −6.8 (19.8)              | −13.0 (8.6)              | −26.3 (−15.3)            | −33.2 (−27.8)            | −36.1 (−33.0)            |
| الهطول مم (إنش)                         | 42 (1.7)                 | 35 (1.4)                 | 30 (1.2)                 | 40 (1.6)                 | 43 (1.7)                 | 76 (3.0)                 | 79 (3.1)                 | 66 (2.6)                 | 59 (2.3)                 | 58 (2.3)                 | 42 (1.7)                 | 44 (1.7)                 | 614 (24.2)               |
| متوسط الأيام الممطرة                    | 5                        | 5                        | 6                        | 12                       | 13                       | 16                       | 15                       | 13                       | 13                       | 15                       | 12                       | 6                        | 131                      |
| متوسط الأيام المثلجة                    | 21                       | 22                       | 15                       | 4                        | 0.2                      | 0                        | 0                        | 0                        | 0.3                      | 4                        | 13                       | 21                       | 101                      |
| متوسط الرطوبة النسبية (%)               | 85                       | 82                       | 76                       | 67                       | 64                       | 70                       | 72                       | 74                       | 78                       | 82                       | 86                       | 86                       | 77                       |
| ساعات سطوع الشمس الشهرية                | 37.2                     | 72.8                     | 142.6                    | 207.0                    | 285.2                    | 279.0                    | 294.5                    | 279.0                    | 180.0                    | 93.0                     | 36.0                     | 31.0                     | 1٬937٫3                  |
| المصدر #1: Pogoda.ru.net                |                          |                          |                          |                          |                          |                          |                          |                          |                          |                          |                          |                          |                          |
| المصدر #2: Climatebase (sun, 1959–2011) |                          |                          |                          |                          |                          |                          |                          |                          |                          |                          |                          |                          |                          |

## توأمة
لتولا (روسيا) اتفاقيات توأمة مع كل من:
- ألباني
- كوتايسي
- كالوغا

## صور من المدينة

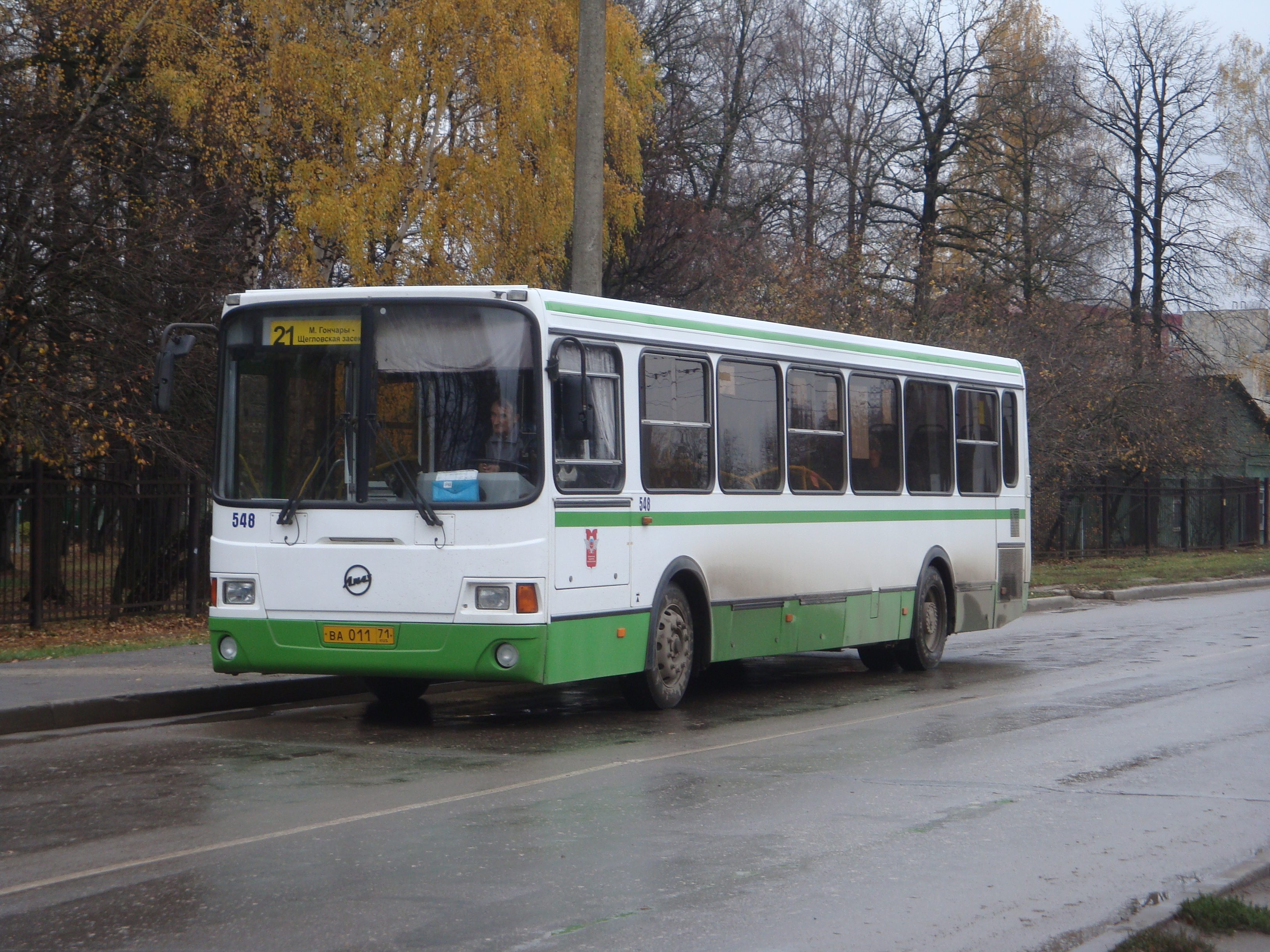
حافلة LiAZ-5256
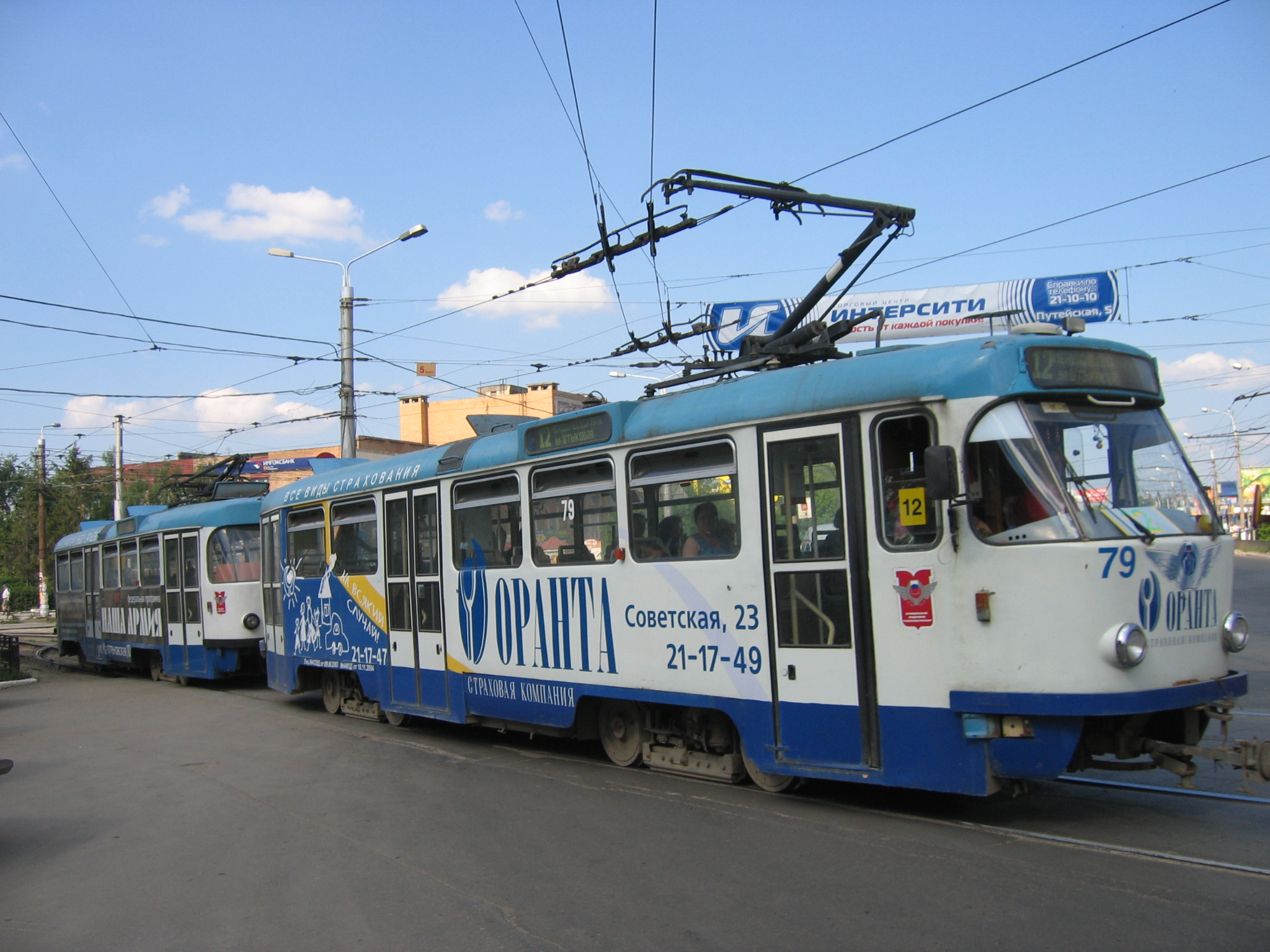
قطار الترام تاترا T3
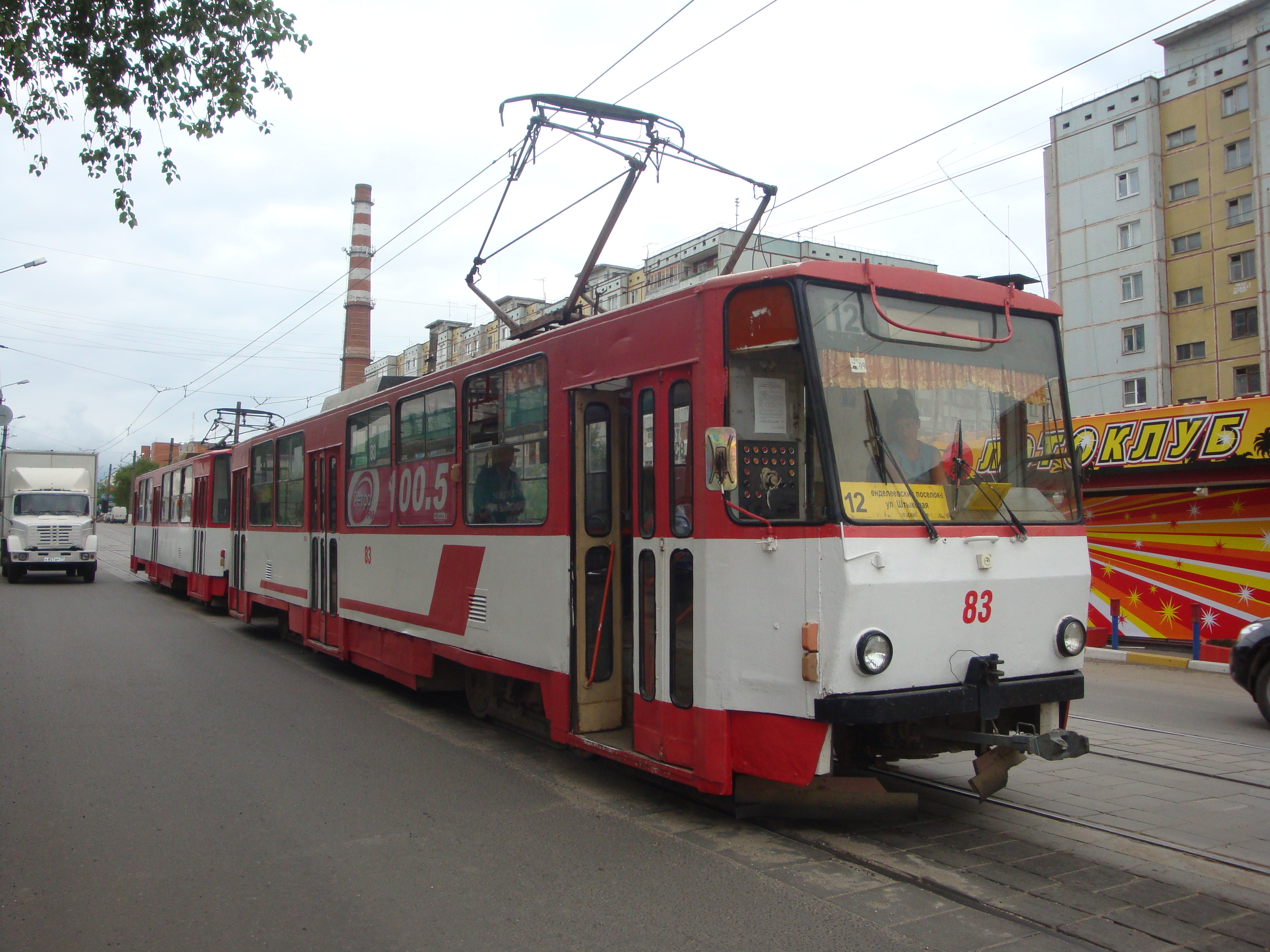
تاترا T6B5
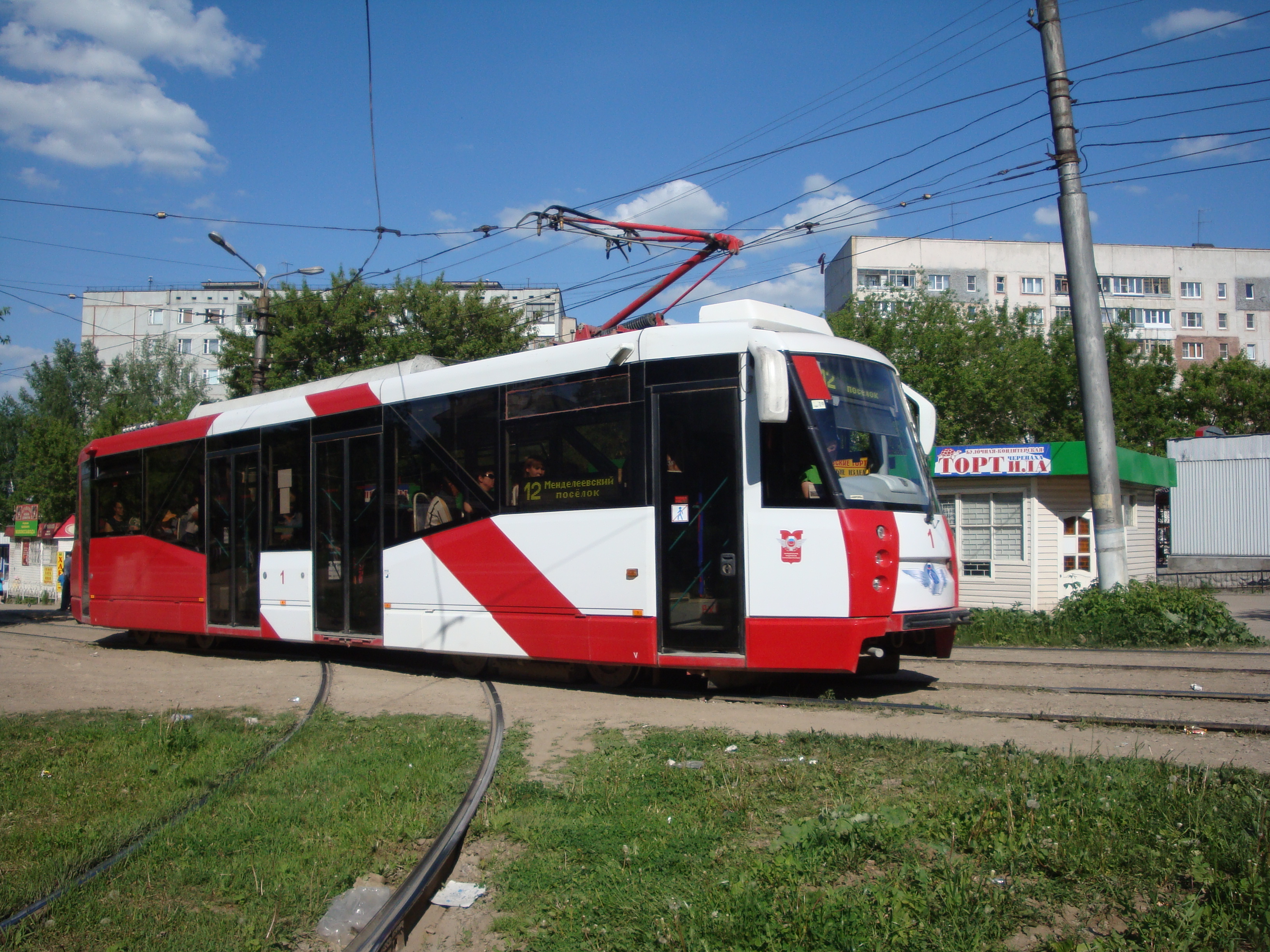
LM-2008
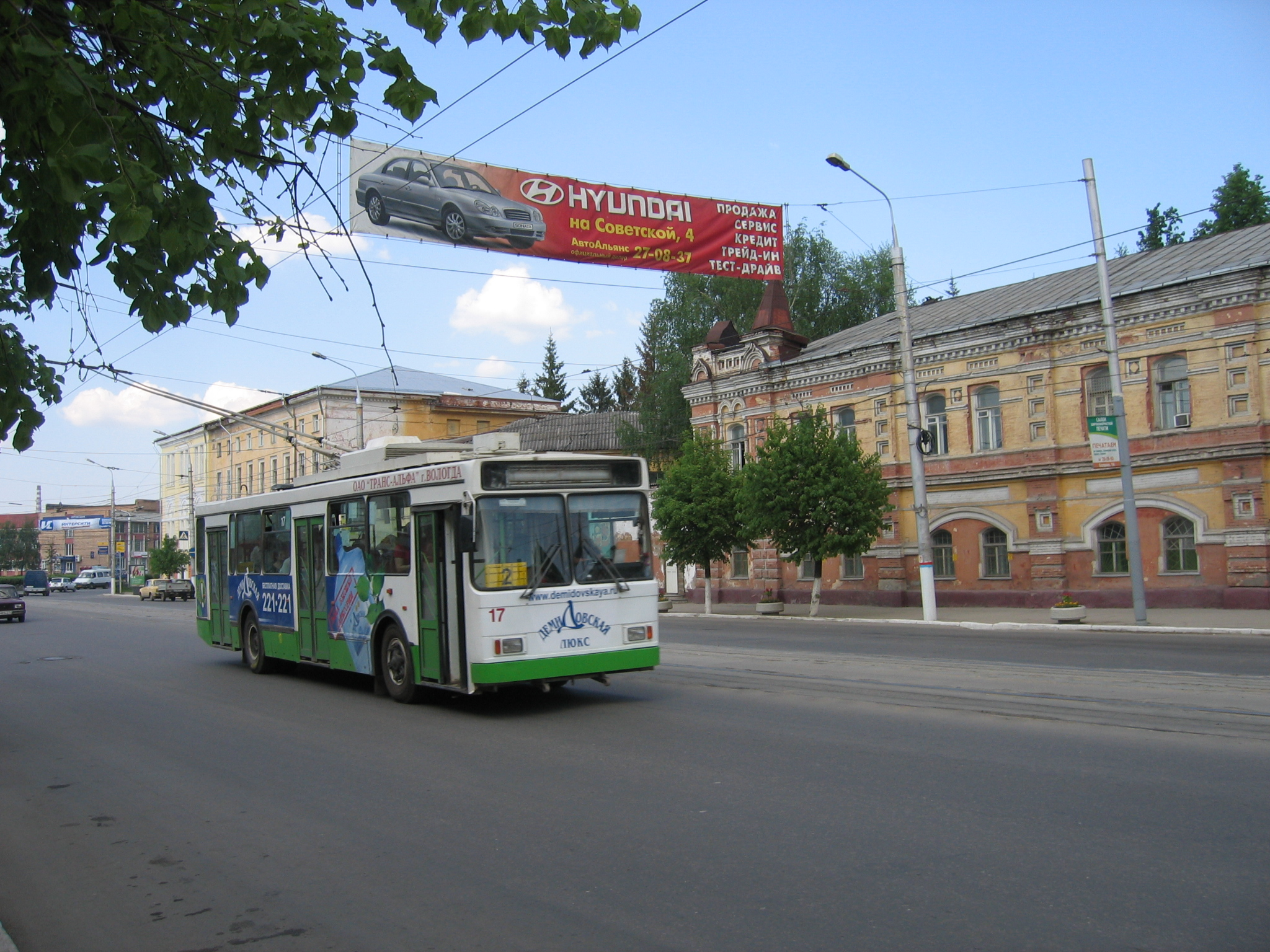
الترولي أوتبيس كهربائي

## أعلام
- أليكسي فوروبيوف
- فاليري ليجاسوف
- فاليري بولياكوف